# Ian Álvarez Tomàs
Ian Álvarez Tomàs   (Senyera, 3 de desembre de 1995) és un raspaller professional senyerut en la posició de rest.
Als cinc anys començà a jugar en l'escola del Trinquet de Batiste (Castelló), junt amb figures locals com Guillem, Marrahí, Ricard i Seve; als deu anys aplegà a la final dels Jocs Escolars de la Comunitat Valenciana; el 2007 l'escola de Castelló tancà i se n'anà a la d'Alcàntera i Càrcer, dirigida per Moro d'Alcàntera, amb el qual seguí formant-se en el Centre d'Especialització de Pilota Valenciana; també entrenà amb el genovesí Robert Tejero.
L'any 2013 obtingué la millor puntuació per a una beca d'especialització;
Ian debutà el 29 de setembre d'eixe any al trinquet de Bellreguard.
En 2017, a punt de fer vint-i-dos anys, guanyà el seu primer Individual de Raspall contra el bicampió vigent, Moltó de Barxeta.
Palmarés
| A.   | competició                        |           | equip                   |
| ---- | --------------------------------- | --------- | ----------------------- |
| 2017 | XXXI Individual de Raspall        | campió    | contra Moltó de Barxeta |
| 2018 | XXV Lliga Professional de Raspall | campió    | amb Canari i Ricardet   |
| 2022 | 8a Copa Caixa Popular             | campió    | amb Brisca d'Oliva      |
| 2016 | XXIII Lliga Professional          | subcampió | amb Moro i Miravalles   |
| 2020 | Trofeu Generalitat                | subcampió |                         |
| 2014 | Individual sub-23                 | campió    |                         |
| 2013 | Individual sub-18                 | campió    | [ 6 ]                   |
| 2013 | Lliga Juvenil                     | campió    |                         |